# Antarktisches Oberflächenwasser
Antarktisches Oberflächenwasser (engl. Antarctic Surface Water, AASW) bezeichnet die oberste Wasserschicht im Südlichen Ozean, die direkten Austausch mit der Atmosphäre und dem antarktischen Meereis aufweist. Diese Wassermasse spielt eine entscheidende Rolle im globalen Klimasystem durch ihre Einflüsse auf die Ozeanzirkulation, die marine Ökologie und die polaren Eismassen.

## Eigenschaften und Dynamik
Das antarktische Oberflächenwasser (AASW) bildet die oberste, direkt der Atmosphäre ausgesetzte Schicht des Südlichen Ozeans. Seine physikalischen Eigenschaften werden maßgeblich durch die extremen klimatischen Bedingungen der Antarktis geprägt. Die Wassertemperaturen liegen typischerweise knapp über dem Gefrierpunkt, mit Werten zwischen −1,8 °C und +2 °C, wobei starke jahreszeitliche Schwankungen auftreten. Besonders charakteristisch ist der relativ niedrige Salzgehalt von 32–34 psu, der vor allem auf den Süßwassereintrag aus der sommerlichen Meereisschmelze sowie auf Niederschläge zurückgeht. Diese oberflächennahe Wasserschicht erstreckt sich vertikal meist über 50–200 Meter Tiefe, wobei ihre Ausdehnung wesentlich durch zwei gegenläufige Prozesse bestimmt wird: Zum einen führt die intensive winterliche Konvektion zu einer Durchmischung der Wassersäule, zum anderen begrenzt die darunterliegende Pyknokline – eine stabil geschichtete Grenzschicht – die vertikale Ausbreitung des AASW nach unten.
Die räumliche Verteilung des antarktischen Oberflächenwassers wird überwiegend durch die antarktische Zirkumpolarströmung und regionale Windmuster gesteuert. Diese großskaligen Zirkulationssysteme transportieren das AASW entlang der antarktischen Küstenregionen und sorgen für einen stetigen Austausch mit subpolaren Wassermassen. Dabei zeigen sich deutliche Unterschiede zwischen den verschiedenen Sektoren des Südlichen Ozeans: Während im Atlantiksektor aufgrund stärkerer Windeinflüsse meist eine tiefere Durchmischung zu beobachten ist, bleibt das Oberflächenwasser im Pazifiksektor oft stabiler geschichtet. Diese regionalen Variationen haben wiederum entscheidenden Einfluss auf die Bildung von Meereis und die vertikale Zirkulation.

## Bildungsmechanismen und jahreszeitliche Variabilität

Antarktisches Oberflächenwasser im Kontext der antarktischen Wassermassen

Die Entstehung des antarktischen Oberflächenwassers wird durch ein komplexes Zusammenspiel verschiedener physikalischer Prozesse bestimmt. Während der langen antarktischen Winter spielt die winterliche Konvektion eine zentrale Rolle: Die intensive Abkühlung der obersten Wasserschichten führt zur Destabilisierung der Dichteschichtung und bewirkt eine vertikale Durchmischung, die bis in mehrere hundert Meter Tiefe reichen kann. Diese konvektiven Prozesse werden zusätzlich durch starke katabatische Winde verstärkt, die von der antarktischen Landmasse ausgehen und die oberflächennahen Wasserschichten horizontal verfrachten.
Parallel dazu trägt die Meereisbildung entscheidend zur Veränderung der Wassereigenschaften bei. Beim Gefrierprozess wird Salz ins darunterliegende Wasser abgegeben (Brine-Rejection), was lokal zu einer deutlichen Erhöhung der Dichte führt. Dieser Salzausstoß kann in küstennahen Regionen so intensiv sein, dass er die Bildung von dichtem Schelfwasser antreibt, das später als antarktisches Bodenwasser (AABW) in die Tiefsee absinkt.
Im Kontrast dazu stehen die Prozesse während der kurzen Sommermonate: Die zunehmende solare Einstrahlung und das Abschmelzen des Meereises führen zu einem markanten Süßwassereintrag, der den Salzgehalt der Oberflächenschichten deutlich reduziert. Dieser jahreszeitliche Zyklus wird durch drei Hauptfaktoren moduliert:
1. Glaziale Schmelzwasserzufuhr: Besonders in der Westantarktis tragen die zunehmend instabil werdenden Schelfeise erhebliche Mengen an Süßwasser bei.[7]

1. Atmosphärische Niederschläge: Schneefall über dem offenen Ozean wird durch die polare Verstärkung des Klimawandels intensiviert.[8]

1. Eddy-Aktivität: Mesoskalige Wirbel fördern die laterale Vermischung mit wärmeren subpolaren Wassermassen.[9]

Diese saisonalen Schwankungen spiegeln sich auch in den optischen Eigenschaften des Ozeans wider. Während der winterlichen Meereisbedeckung erreicht die Albedo (Rückstrahlfähigkeit) Werte von bis zu 80 %, was die weitere Abkühlung verstärkt. Mit dem Rückgang des Eises im Sommer sinkt die Albedo auf unter 20 %, was zu einer verstärkten Absorption von Sonnenenergie und damit zu einer beschleunigten Erwärmung der oberflächennahen Schichten führt.

## Interaktion mit anderen Wassermassen im Südlichen Ozean
Das antarktische Oberflächenwasser (AASW) steht in dynamischer Wechselwirkung mit den anderen zentralen Wassermassen des Südlichen Ozeans und bildet eine kritische Schnittstelle im globalen Förderband der Ozeanzirkulation. Seine Umwandlungsprozesse prägen maßgeblich die Eigenschaften der darunterliegenden Wasserkörper:
- Subantarktisches Moduswasser (SAMW): Winterliche Abkühlung und Windstress führen zur Absenkung des AASW unter die pyknokline Grenzschicht. Das AASW geht durch Subduktion an der Subantarktischen Front in das SAMW über, wobei sich seine Eigenschaften durch Vermischung mit wärmeren subtropischen Wassermassen ändern. Diese Umwandlung ist entscheidend für die Bildung des salzgehaltsminimalen Kerns des SAMW in 400–800 m Tiefe.[3] Das SAMW transportiert Wärme und Süßwasser nordwärts und beeinflusst so die Subtropen.[11]
- Antarktisches Zwischenwasser (AAIW): Das AASW speist durch isopyknale Vermischung das Antarktische Zwischenwasser (Antarctic Intermediate Water, AAIW), insbesondere im Atlantiksektor. Dabei verliert es Wärme an die Atmosphäre und gewinnt Salz durch Meereisbildung.  Schlüsselregionen sind die Drake-Passage und der südöstliche Pazifik, wo starke Winde die Subduktion antreiben.[12]
- Antarktisches Bodenwasser (AABW): In küstennahen eisfreien Zonen (Polynyen) wird das AASW durch intensive winterliche Abkühlung und Eisbildung so dicht, dass es als Schelfwasser absinkt und zum Antarktischen Bodenwasser wird.  Der Salzausstoß (Brine-Rejection) bei der Meereisbildung erhöht die Dichte des AASW auf σ₀ > 27,8 kg/m³.[13] Das AABW breitet sich in allen Ozeanbecken aus und bildet die unterste Schicht der globalen Umwälzzirkulation.[4]
- Nordatlantisches Tiefenwasser (NADW): Obwohl räumlich getrennt, beeinflusst das AASW indirekt auch das Nordatlantische Tiefenwasser:  Die durch AASW getriebene AABW-Bildung verdrängt das NADW in mittlere Tiefen (2000–3000 m).  Störungen dieser Wechselwirkung können die AMOC (Atlantische Umwälzzirkulation) destabilisieren.[14]

Die Umwandlungskaskade AASW → SAMW/AAIW → AABW bildet das Rückgrat der südhemisphärischen Ozeanzirkulation. Aktuelle Studien zeigen, dass anthropogene Erwärmung diese Prozesse stört:  Süßwassereintrag aus schmelzenden Schelfeisen verringert die Dichte des AASW, stört die Konvektion und hemmt die Tiefenwasserbildung.  Die Folge könnte eine Schwächung des AABW-Exports und eine mögliche Verlangsamung der globalen Umwälzzirkulation sein.

## Klimarelevanz und ökologische Funktion
Als Schnittstelle zwischen Atmosphäre und Ozean nimmt das antarktische Oberflächenwasser eine Schlüsselstellung im globalen Klimasystem ein. Seine Bedeutung manifestiert sich in mehreren zentralen Prozessen:
- Wärmetransport und -speicherung: Das AASW wirkt als gigantischer Wärmepuffer, der etwa 40 % der gesamten ozeanischen Wärmeaufnahme der Südhemisphäre absorbiert.[15] Durch die thermohaline Zirkulation wird diese Wärme anschließend über den antarktischen Zwischenstrom (AAIW) in die subtropischen Regionen transportiert.
- Kohlenstoffsequestrierung: Die kalten Oberflächengewässer sind besonders effiziente CO₂-Senken. Neuere Studien zeigen, dass der Südliche Ozean etwa 10 % des anthropogenen Kohlenstoffs aufnimmt, wobei der Mechanismus der „physikalischen Kohlenstoffpumpe“ im AASW dominiert.[3] Dieser Prozess wird durch die biologische Pumpe ergänzt – die Fixierung von Kohlenstoff durch Phytoplankton während der sommerlichen Blütephasen.
- Einfluss auf die globale Zirkulation: Die Dichteänderungen des AASW durch Meereisbildung und Schmelze steuern direkt die Produktion von antarktischem Bodenwasser (AABW). Dieses kalte, dichte Wasser bildet die unterste Schicht der globalen Umwälzzirkulation und beeinflusst damit indirekt sogar das Klima der Nordhemisphäre.[4]
- Die ökologische Bedeutung des AASW ist kaum zu überschätzen. Es beherbergt eines der produktivsten marinen Ökosysteme der Erde, das sich durch eine charakteristische Nahrungskette auszeichnet:

1. Primärproduzenten: Diatomeen (Kieselalgen) und Phaeocystis-Algen bilden die Basis
2. Zooplankton: Besonders Antarktischer Krill (Euphausia superba) und Flügelschnecken (Pteropoda)[16]
3. Höhere Konsumenten: Von Fischen, z. B. Antarktisdorsche (Nototheniidae) bis zu Top-Prädatoren wie Pinguinen (Spheniscidae) und Bartenwalen (Mysticeti).

Diese Nahrungskette ist hochgradig an die saisonale Dynamik des AASW angepasst. So synchronisieren viele Organismen ihre Reproduktionszyklen mit der sommerlichen Phytoplanktonblüte, die durch die Schmelze des Meereises ausgelöst wird.

## Anthropogene Einflüsse und zukünftige Entwicklung
Die zunehmenden Auswirkungen menschlicher Aktivitäten auf das antarktische Oberflächenwasser (AASW) manifestieren sich in einer Vielzahl physikalischer, chemischer und biologischer Veränderungen, die durch aktuelle Forschungsarbeiten detailliert dokumentiert werden. Besonders deutlich zeigt sich die Erwärmung der Oberflächengewässer, die in den westantarktischen Regionen bereits Werte von 0,2–0,5 °C pro Jahrzehnt erreicht – eine Veränderung, die direkt mit dem Rückgang der Meereisbedeckung korreliert. Parallel dazu führt der verstärkte Eintrag von Schmelzwasser aus instabil werdenden Schelfeisen und Gletschern zu einer messbaren Abnahme des Salzgehalts, die in einigen Gebieten bis zu −0,1 psu pro Jahrzehnt beträgt und die vertikale Schichtungsstabilität des Wasserkörpers um 3–5 % seit 1980 erhöht hat.
Die chemische Zusammensetzung des AASW unterliegt gleich mehrfachen anthropogenen Veränderungen. Die fortschreitende Versauerung durch die Aufnahme von atmosphärischem CO₂ hat bereits zu einer messbaren pH-Wert-Abnahme von etwa 0,02 Einheiten pro Jahrzehnt geführt, was die Kalzifizierungsraten vieler Meeresorganismen beeinträchtigt. Gleichzeitig beobachten Wissenschaftler eine bedenkliche Abnahme der Sauerstoffsättigung (Desoxygenierung), die mit der Erwärmung und veränderten Strömungsmustern zusammenhängt. Besonders alarmierend ist der Nachweis von Mikroplastikpartikeln, die mittlerweile in Konzentrationen von bis zu 12 Partikeln pro Kubikmeter selbst in entlegenen antarktischen Gewässern nachgewiesen werden können und sich in der marinen Nahrungskette anreichern.
Klimamodellprojektionen auf Basis des CMIP6-Ensembles zeichnen ein besorgniserregendes Bild für die Entwicklung des AASW im 21. Jahrhundert. Unter dem hoch-emissiven SSP5-8.5-Szenario wird bis 2100 mit einer Reduktion der winterlichen Meereisbildung um 50–80 % gerechnet, was die konvektiven Prozesse und die Tiefenwasserbildung erheblich schwächen würde. Gleichzeitig könnte die CO₂-Aufnahmekapazität des Südlichen Ozeans um etwa 20 % abnehmen, während die ozeanische Erwärmung die Produktivität der antarktischen Nahrungsnetze grundlegend verändern wird. Diese tiefgreifenden Veränderungen bergen das Risiko, kritische Kipppunkte im antarktischen Klimasystem zu überschreiten.
Besondere Sorge bereitet die potenzielle Destabilisierung der Schelfeise durch wärmeres Oberflächenwasser, die bereits heute an der Antarktischen Halbinsel und in der Amundsensee beobachtet wird. Die damit verbundenen Süßwassereinträge könnten die globale thermohaline Zirkulation nachhaltig stören, während der prognostizierte Rückgang der Krillpopulationen das gesamte antarktische Nahrungsnetz bis hin zu den Großwalen beeinträchtigen würde. Diese Entwicklungen unterstreichen die dringende Notwendigkeit verstärkter Forschungs- und Schutzbemühungen für das einzigartige Ökosystem des antarktischen Oberflächenwassers.